# Gesellschaftsrecht (Russland)
Das russische Gesellschaftsrecht unterscheidet Kapitalgesellschaften und Personengesellschaften. Beide Gesellschaftsformen besitzen jeweils eine eigene Rechtspersönlichkeit.

## Kapitalgesellschaften
Die Kapitalgesellschaften sind mit Mindestkapital (Satzungskapital, russisch уста́вный капита́л) auszustatten, hierzu gehören seit  1. September 2014 die öffentliche Aktiengesellschaft (russisch публичное акционерное общество), die nichtöffentliche Aktiengesellschaft (russisch непубличное акционерное общество) und die Gesellschaft mit begrenzter Haftung (russisch о́бщество с ограниченной ответственностью). Die Gesellschafter und Aktionäre haften nicht für Verbindlichkeiten der Kapitalgesellschaft. Das Aktiengesetz (Föderales Gesetz vom 26. Dezember 1995 Nr. 208-FZ „Über Aktiengesellschaften“, russisch: Федеральный закон от 26 декабря 1995 года N 208-ФЗ «Об акционерных обществах») und das GmbH-Gesetz (Föderales Gesetz vom 8. Februar 1998 Nr. 14-FZ „Über Gesellschaften mit beschränkter Haftung“russ. Федеральный закон от 8 февраля 1998 г. № 14-ФЗ «Об обществах с ограниченной ответственностью») enthalten Vorschriften zur Gründung, zu den Organen und zur Haftungsverfassung. Kapitalerhaltungsvorschriften und die Durchgriffshaftung sind normiert. Die Missachtung der Kapiatelerhaltungsvorschriften löst praktisch aber keine Haftungsfolgen für die Organe oder Gesellschafter der Gesellschaft aus.  Auf der Gesetzesebene wird jedoch immer wieder versucht, die Haftung der Verantwortlichen zu verschärfen. So ist z. B. durch das am 28. Juni 2017 in Kraft getretene Gesetz vom 28. Dezember 2016 Nr. 488-FZ eine subsidiäre Haftung für die Geschäftsführer und Gesellschafter eingeführt, wenn die Geschäftstätigkeit eines Unternehmens auf eine andere juristische Person "umgeschrieben" war oder der Geschäftsführer auf eine andere Weise seinen Verpflichtungen nicht nachgekommen ist.

## Personengesellschaft
Bei den Personengesellschaften, wie beispielsweise der Kommanditgesellschaft (russisch товарищество на вере) haften die Gesellschafter (auch) persönlich für die Verbindlichkeiten der Personengesellschaft.

## Nichtkommerzielle Organisationen
Steuerlich werden zudem nichtkommerzielle Organisationen, wie beispielsweise das Anwaltskollegium, unterschieden. Nichtkommerzielle Gesellschaften oder Organisationen verfolgen keinen gewerblichen Zweck. Sie sind Umsatzsteuer- und zum Teil auch gewinnsteuerbefreit.